# Carlos Albano

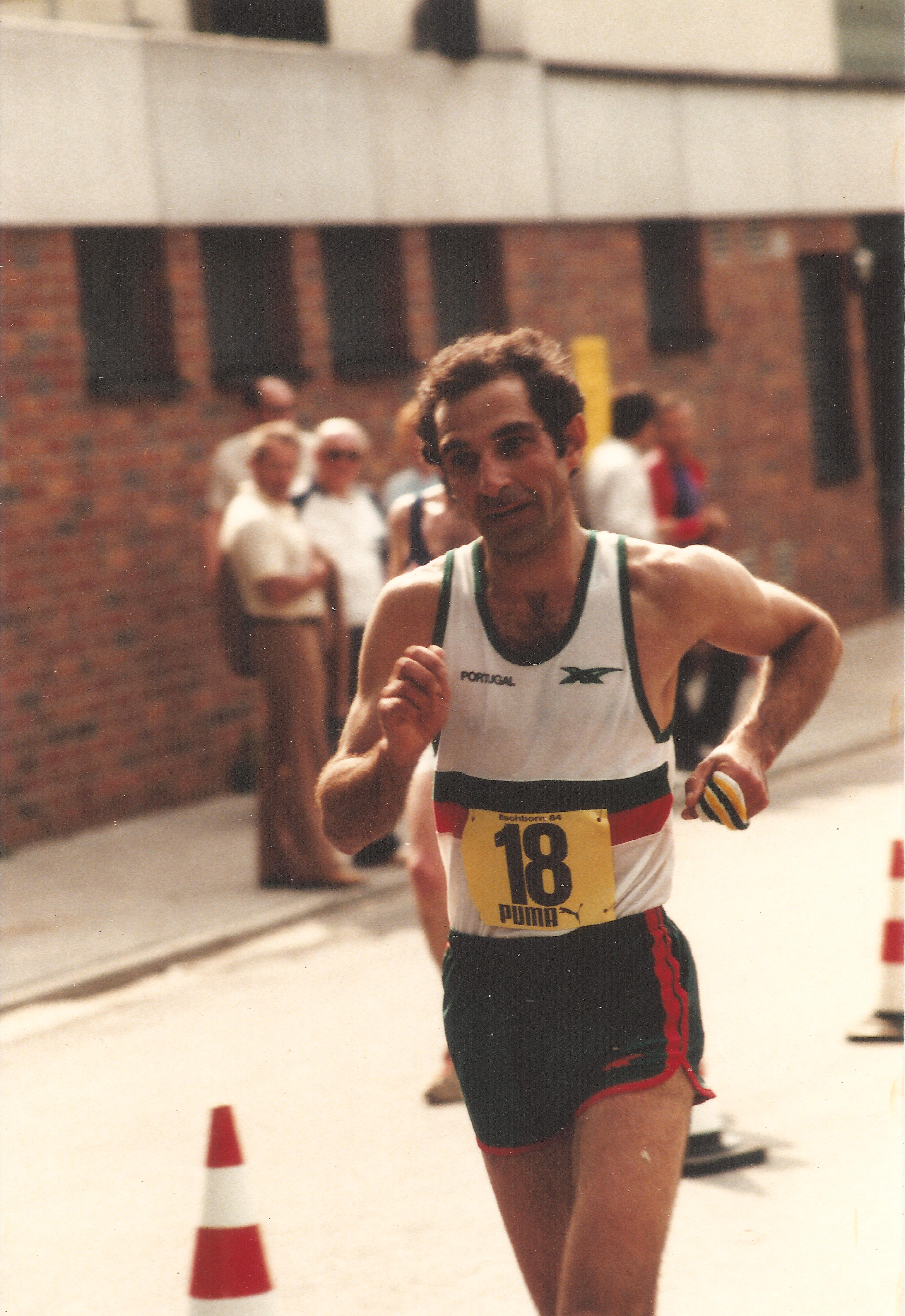
Carlos Albano no decorrer da prova de 20 Km marcha em Eschborn, Alemanha (1984)

Carlos Albano da Costa Eduardo (Pindelo de Silgueiros, Viseu, 22 de maio de 1945 - Viseu, 16 de fevereiro de 2022) foi um marchador português, considerado o pioneiro da especialidade em Portugal.
Em setembro de 1974 decorria em Roma a 11.ª edição dos Campeonatos da Europa de Atletismo quando Carlos Albano, então com 29 anos, de visita a casa dos seus tios, assiste pela televisão ao desenrolar de uma das provas de marcha atlética que faziam parte do programa da competição. Impressionado pela beleza e rapidez dos movimento dos atletas em competição naquela disciplina de que nunca ouvira falar, recebe ali mesmo, na sala da casa dos seus tios, a primeira lição teórica sobre os princípios básicos da marcha atlética, dada pelo seu primo, António Fonseca e Costa, reputado treinador de atletismo e do músico e ex-atleta e recordista nacional do salto em altura, Ruy Mingas.
No dia 1 de dezembro de 1974, o Parque do Fontelo, em Viseu, foi palco da primeira prova de marcha atlética em Portugal após décadas de ausência da especialidade do panorama desportivo português. A prova juntou centenas de participantes e Carlos Albano ganharia destacado a competição, tornando-se o primeiro vencedor de provas de marcha no ressurgimento da disciplina no país. Representava a Casa do Pessoal da Empresa Nacional de Urânio, o clube dos trabalhadores das Minas da Urgeiriça, em cujos escritórios desenvolvia a sua atividade profissional.
Foi medalhado em dois Campeonatos de Portugal na distância de 20 Km marcha, bronze em 1980 no Restelo e prata em 1984 no Jamor.
Foi recordista nacional dos 5000 e 10000 metros marcha e foi porta-estandarte da primeira Seleção Nacional de Portugal a participar numa Taça do Mundo de Marcha, em Nova Iorque, 1987.
Por apreciação e votação em Assembleia Geral Ordinária, de 17 de Julho de 2015, foi eleito Sócio de Mérito da Associação de Atletismo de Viseu pelo seu contributo em prol da modalidade.